# Tuchorza
Tuchorza – wieś w Polsce położona w województwie wielkopolskim, w powiecie wolsztyńskim, w gminie Siedlec. Na północ od wsi przepływa rzeka Szarka. Stacja kolejowa Tuchorza wbrew nazwie leży w położonej bardziej na południe wsi Stara Tuchorza.

## Historia
Miejscowość pierwotnie związana była z Wielkopolską. Ma metrykę średniowieczną i istnieje co najmniej od XIV wieku. Po raz pierwszy wymieniana w łacińskim dokumencie z 1311 jako Thugorse, 1401 Thuchorza, 1401 Tuchorza, 1409 Tuchorze, 1519 Thvchorza, 1564 Tuchora.
Była własnością szlachecką należącą do lokalnej szlachty wielkopolskiej. W 1311 komes Jezelo z Tuchorzy wraz z braćmi Wojciechem i Janem nadali Opactwu Cystersów w Obrze młyn zbożowy wraz z prawem do brania ziemi, piasku, drewna i innych rzeczy do budowy i napraw młyna Ruchocina Gać stojącego nad rzeką Dojcą. Wieś wzmiankowano wtedy pod zlatynizowaną nazwą Thugorse. W 1543 rodzina Ossowskich ufundowała pierwszy kościół, pod wezwaniem św. Trójcy. W 1564 używano nazwy Tuchora. W 1641 w miejscowości była szkoła. W 1793 właścicielami wsi była rodzina Dziembowskich.
Przed 1401 wieś należała do parafii Zbąszyń, a od 1401 do parafii Rzeszotarzewo, a w 1581 parafii Siedlec. W 1401 biskup poznański Wojciech Jastrzębiec erygował nową parafię w Rzeszotarzewie (obecnie Rostarzewo), do której przyłączył wieś Tuchorzę.Uczynił to z powodu kłopotów jakie mieli mieszkańcy Tuchorzy, którym trudno było dotrzeć do kościoła parafialnego w Zbąszyniu i skorzystać z sakramentów, jako że obie miejscowości dzieliła znaczna odległość, a drogi były zalewane oraz w okolicznych lasach czyhali rozbójnicy. Archiwalne, historyczne dokumenty odnotowują również zwykłych mieszkańców wsi. W 1409 odnotowano proces sądowy Pawła, kmiecia z Tuchorzy, z Maćkiem Godziszewskim z Godziszewa, który dowodził, że nie zabrał Pawłowi bydła wartości 15 grzywien, ani też, że nie był on jego kmieciem. W 1427 wspomniano kmiecia Jana Chromego. W 1428 kmiecia Jakusza, Jana Marcisza sługę szlachcica Jana Tuchorskiego. W 1508 w testamencie Marcina sołtysa w Chorzeminie wspomniana została mieszkanka wsi Włoszczewna z Tuchorzy, która winna mu była sumę 20 groszy.
W początku XV wieku właścicielami wsi byli bracia Rzeszotarzewscy herbu Samson - Jan, Wojciech oraz Szczepan. Ród zmienił później swoje nazwisko od posiadanej majętności Tuchorza na odmiejscowe nazwisko Tucharzewski. W 1401 woźny sądowy zapowiedział, że dziedziny Wojciecha: Rzeszotarzewo, Błocko, Powodowo, Tuchorza, Gola, Guździno, wszystkie wraz z zamkiem zostały zastawione. W drugiej połowie XV wieku właścicielami byli  Jan, Wojciech, Maciej i Stanisław bracia niedzielni, synowie zmarłego Stanisława Tuchorskiego. W 1508 jednego z nich - Macieja wspomniano jako zmarłego dworzanina króla Węgier Władysława Jagiellończyka. W XVI wieku właścicielami we wsi są bracia Andrzej, Piotr, Baltazar i Wojciech Ossowscy herbu Awstacz, a później ich potomkowie: Jan i Wojciech synowie Baltazara Ossowskiego i Anny Wilkowskiej. W 1522 wieś należała do powiatu kościańskiego Korony Królestwa Polskiego.
Miejscowość odnotowano również w regestach podatkowych. W 1530 we wsi miał miejsce pobór podatków od 5 łanów i 3 grosze od karczmy. W 1563 pobór od 6 łanów, karczmy dorocznej, od dwóch kół dziedzicznego młyna walnego. W 1564 było w Tuchorzy 4 łany. W 1580 miał miejsce pobór od 3 łanów osiadłych po 30 groszy, od 13 zagrodników wymłóckowych po 4 grosze, od dwóch karczmarzy, z których każdy miał jedno stajanie roli, po 8 groszy, od 4 komorników po 2 grosze, od dwóch kół młyna walnika po 24 grosze. W 1581 miał miejsce pobór od 3 łanów, 13 zagrodników, młyna walnika o 2 kołach, od 2 karczmarzy, z których każdy miał po 2 stajania roli.
Po rozbiorach Polski miejscowość wraz z całą Wielkopolską znalazła się w zaborze pruskim. W okresie Wielkiego Księstwa Poznańskiego (1815-1848) miejscowość wzmiankowana jako Tuchorze należała do wsi większych w ówczesnym powiecie babimojskim rejencji poznańskiej. Tuchorze należało do tuchorskiego okręgu policyjnego tego powiatu i stanowiło część majątku Tuchorze, który należał do Kotwicza. Według spisu urzędowego z 1837 roku Tuchorze liczyło 430 mieszkańców, którzy zamieszkiwali 37 dymów (domostw). W 1845 właścicielką była baronesa von Kottwitz. Pod koniec XIX wieku okrąg wiejski Tuchorze (wieś i młyn Borujka) liczył 42 domy, 270 ha i 320 mieszkańców, z czego 232 było katolikami, a 88 protestantami. W Tuchorzu była wówczas gorzelnia i młyn parowy. W okolicy uprawiano chmiel.

### Egzekucja w 1942
9 lipca 1942 roku miała miejsce pokazowa, masowa egzekucja powieszenia piętnastu nieznanych mieszkańcom mężczyzn, przywiezionych przez Niemców, wśród których było 10 więźniów Fortu VII. Około 200 mieszkańców Tuchorzy zgromadzono pod przymusem, aby unaocznić ludności narodowości polskiej, że jakikolwiek opór wobec poczynań władz okupacyjnych będzie traktowany w podobny sposób. Istnieją rozbieżności co do przyczyn zaistniałego faktu. Egzekucja mogła odbyć się w odwecie za zastrzelenie żandarma przez nieustalonych sprawców, być może dezerterów z armii niemieckiej.
W latach 1975–1998 miejscowość administracyjnie należała do województwa zielonogórskiego.

## Zabytki

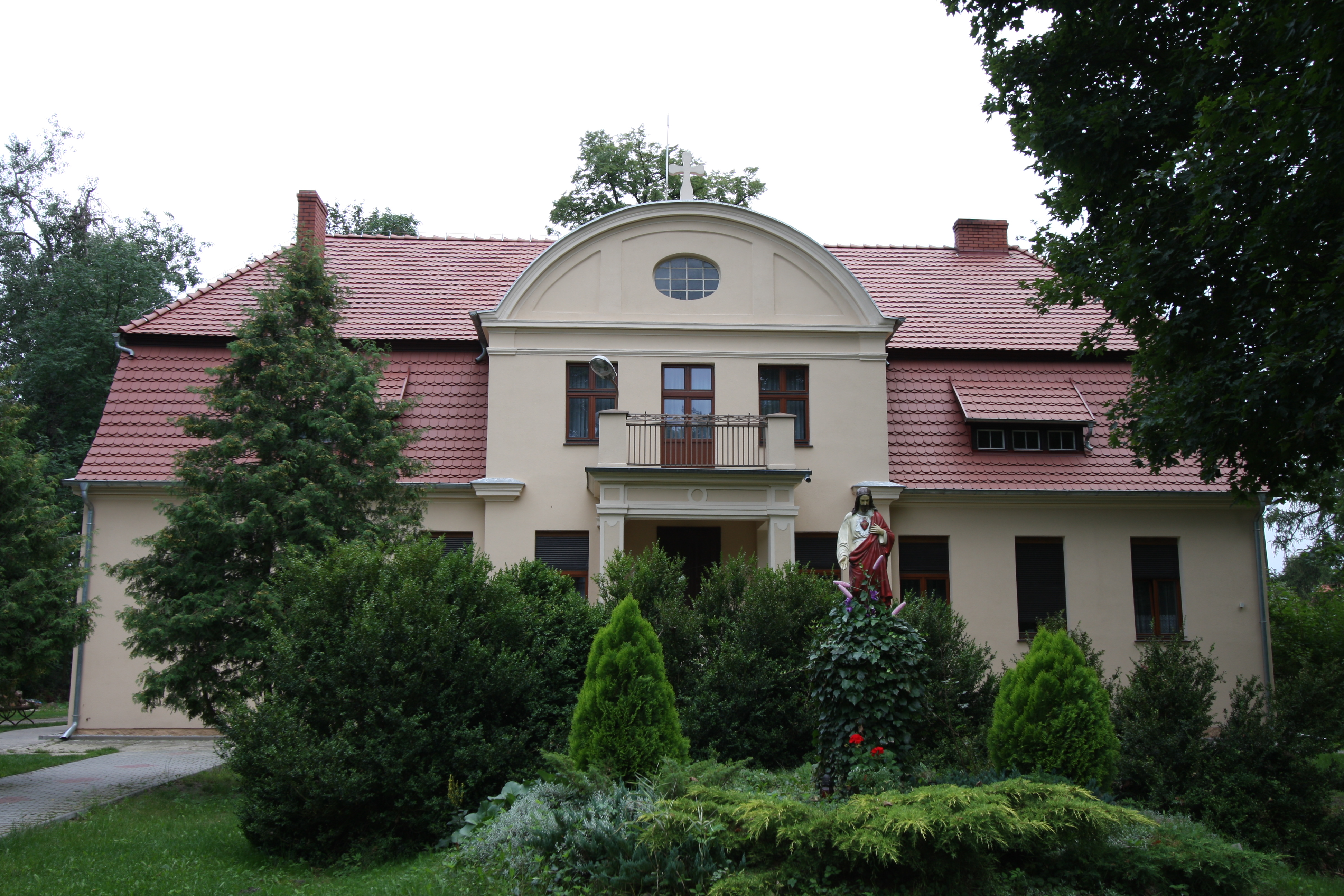
Plebania (dawna pastorówka)

W Tuchorzy znajdują się dwa kościoły należące do tutejszej parafii pw. Świętej Trójcy. Pierwszy kościół (parafialny) został wybudowany na cmentarzu, w miejsce drewnianej świątyni, która spłonęła w 1997 roku. Kościół cmentarny pochodził z 1732 roku, a w ołtarzu znajdował się późnorenesansowy tryptyk z 1592. Zabytkowy kościół filialny (poewangelicki) pochodzi z lat 1905-1906, a jego patronami są święci Piotr i Paweł. Znajduje się na terenie parku podworskiego o pow. 10,00 ha albo 6,3 ha, z pomnikowymi drzewami. Ochronie podlegają również kaplica grobowa rodziny von Kottvitz z 1880, plebania (dawniej pastorówka) wybudowana wraz z kościołem, budynek gospodarczy z muru pruskiego z początku XX wieku.
Dawna plebania z poł. XIX służy celom mieszkalnym (dom nr 125).